# 善人長屋
『善人長屋』（ぜんにんながや）は、西條奈加による日本の時代小説シリーズ。2012年より刊行されており、既刊3巻。
表向きは善人だが裏稼業を持つ「善人長屋」の住人たちが、すご腕を生かして事件を解決していく様を、人情、コメディー、サスペンスを織り交ぜて描く。 
尾瀬あきらの作画によるコミカライズが、『ビッグコミックオリジナル』（小学館）にて、2018年13号から2020年17号まで連載された。
NHK BSプレミアム・BS4K「BS時代劇」でテレビドラマ化され、2022年7月8日から8月26日まで放送された（後述）。
2023年12月24日から2024年2月18日までNHK総合で再放送された。

## 登場人物

### 主要人物
千七長屋（善人長屋）の住人。
お縫（おぬい）
「善人長屋」の差配の娘。17歳。末っ子。
茶問屋の婿養子になっている兄と既に嫁いだ姉がいる。
加助（かすけ）
錠前屋。32歳。長屋に新しく入った店子。正真正銘の「善人」。
お縫は儀右衛門から錠前破りの凶状持ちと聞いていたが、それは別人の間違いと判明する。
妻・お多津と幼い娘・おたまを火事で亡くしたと思っていたが、生きていると判明。
儀右衛門（ぎえもん）
「善人長屋」の差配。質屋「千鳥屋」も営む。裏では故買もやっている。
唐吉（とうきち）
長屋の店子。22歳。美人局で稼いでいる。
文吉（ぶんきち）
唐吉の弟。19歳。兄と一緒に仕事をし、長屋に暮らしている。「おもん」という美女に変装することができる。
半造（はんぞう）
長屋の店子。髪結い床をしている。狸顔のため、店は「狸髪結」と呼ばれている。
裏の稼業は情報屋。
安太郎（やすたろう）
長屋の店子。小間物のかつぎ売り。裏稼業は巾着切り（スリ）。
お俊（おしゅん）
お縫の母。器量が良く色気がある。
庄治（しょうじ）
長屋の店子。下駄の振り売り。耕治たちの父。裏の稼業はコソ泥。
耕治（こうじ）
庄司の息子。11歳。強情だが父と双子の妹を思いやる。2人の姉は奉公に出されている。
梶新九郎（かじ しんくろう）
28歳。上野の小藩出の侍。代書屋。裏の稼業は偽の証文や手形の作成。お縫の友人の娘たちから大人気。

### お縫の関係者
倫之助（りんのすけ）
23歳。お縫の兄。母親似。日本橋本町の茶問屋「玉木屋」に養子に入り、既に主人の役目を果たしている。

### その他
浜屋長兵衛（はまや ちょうべえ）
神田で小さな塩物問屋を営んでいる。安太郎とはスリ仲間だった。
お小夜（おさよ）
長兵衛の娘。
乾物問屋「玄海屋」の若旦那との祝言間近になって、恋人との交際と既に妊娠3ヶ月を越えていることが発覚する。

## 書誌情報
1. 善人長屋（2012年9月28日発売、新潮文庫、ISBN 978-4-10-135774-4）
2. 閻魔の世直し: 善人長屋（2015年9月27日発売、新潮文庫、ISBN 978-4-10-135775-1）
3. 大川契り: 善人長屋 （2018年6月28日発売、新潮文庫、ISBN 978-4-10-135777-5）

コミカライズ
- 原作:西條奈加、著:尾瀬あきら『善人長屋』 小学館 〈ビッグコミックス〉、全5巻
  1. 2019年03月29日発売、ISBN 978-4-09-860242-1
  2. 2019年04月26日発売、ISBN 978-4-09-860307-7
  3. 2019年10月30日発売、ISBN 978-4-09-860455-5
  4. 2020年04月27日発売、ISBN 978-4-09-860607-8
  5. 2020年10月30日発売、ISBN 978-4-09-860758-7

## テレビドラマ
2022年7月8日から8月26日までNHK BSプレミアム・BS4K「BS時代劇」枠で放送されたテレビドラマ。主演は連続ドラマ初主演となる中田青渚。西條奈加の作品としては、初の映像化となる。
2023年12月24日から2024年2月18日までNHK総合で再放送された。

### キャスト

#### 主要人物
お縫（おぬい）
演 - 中田青渚（幼少期1：西冨あさ希、幼少期2：米村莉子）
主人公。生来の勘の鋭さで、初対面の相手が善人か悪人かを瞬時に見分けることができる。
思い付いたことをそのまま言ってしまうなど率直だが、困っている人を見捨てられない優しい性格。
加助（かすけ）
演 - 溝端淳平
錠前職人。正真正銘の善人。「善人長屋」に人違いで入居してしまう。
人助けが生きがいで、街中で困っている人を見つけては連れ帰り、長屋の住人に助けを求める。
疑うことを知らないため、長屋の住人の裏稼業には全く気が付いていない。
お俊（おしゅん）
演 - 高島礼子
お縫の母。きっぷのいい性格。加助の人助けを手伝うよう、長屋の住人をとりなす。
回りくどいことは嫌いだが、様々な立場の相手に優しく寄り添うことができる。
儀右衛門（ぎえもん）
演 - 吉田鋼太郎
お縫の父。長屋の差配。質屋「千鳥屋」を営んでいる。裏稼業は盗品をさばく系図買い屋（故買屋）。

#### 「千七長屋（善人長屋）」の店子
梶新九郎（かじ しんくろう）
演 - 上地雄輔
代筆屋。長屋唯一の武士（浪人）。裏稼業は贋作作り。色男で、女が絶えることがない。
文吉（ぶんきち）
演 - 溝口琢矢（少年期〈小瓢〉：三上来輝）
兄・唐吉と共に季節の物の売り歩きをする。裏稼業は美人局。
憎まれ口をたたき、お縫とよく言い合う。「おもん」という美女になりすますことができる。
唐吉（とうきち）
演 - 蕨野友也（少年期：岩下零時）
文吉の兄。生意気な態度の文吉をよくたしなめるが、実は弟思い。棒術を得意とする。
庄治（しょうじ）
演 - 山崎樹範
下駄売り。裏稼業は腕っこきの盗人。加助の人助けにも気楽に付き合う。
耕治（こうじ）
演 - 藤原颯音
庄治の息子。
安太郎（やすたろう）
演 - 山田純大
小間物売り。裏稼業は掏摸（スリ）。男気のある人物。
お竹（おたけ）
演 - 美保純
菊松の妻。夫婦で煮豆を売っている。裏稼業は夫婦で騙り（詐欺）を行う。お縫のことを可愛がっている。
菊松（きくまつ）
演 - 徳井優
妻思いの優しく小柄な男。昔、自分たち自身が騙りの被害にあった過去を持つ。
半造（はんぞう）
演 - 柳沢慎吾
髪結い。裏社会に精通した情報屋で、情報収集能力には長屋の面々からも一目置かれている。

#### ゲスト

##### 第1話
磯太郎（いそたろう）
演 - 加藤諒
日本橋の乾物の大問屋・伊勢屋の若旦那。お小夜を見初めて、縁談を強引に迫る。
お小夜（おさよ）
演 - 畑芽育
長兵衛の娘。
伊勢屋との縁談が進む中、巳之助との子の妊娠が分かり、悩んで身投げをするが、加助と安太郎に助けられる。
浜屋長兵衛（はまや ちょうべえ）
演 - 宮本充
神田で塩物商いをしている。安太郎とは昔の仲間。
仕入れ先である伊勢屋から縁談を断れば、今後の取引は断ると言われ困惑している。
巳之助（みのすけ）
演 - 福本鴻介
仏具職人。お小夜の思い人。伊勢屋との縁談があると知り、お小夜の幸せを考え、身を引き姿を隠す。
安積の治五郎（あさかのじごろう）
演 - 藤本隆宏
「おもん」の計略にかかるが、騙されたと知り善人長屋まで追いかけてくる。
治五郎の子分
演 - 髙頭祐樹 、ムトコウヨウ、大城麗生

##### 第2話
お才（おさい）
演 - 若村麻由美
簪（かんざし）を盗んだ男の情婦。
お貞（おさだ）
演 - 藤野涼子
女中。奉公先のお嬢様にいびられ、腹いせに勝手に持ち出した簪を盗まれている。
緋鯉の伝八（ひごいのでんぱち）
演 - 久保田悠来
お才の夫をお才を共犯に仕立て上げ殺している。
お律（おりつ）
演 - 宮下咲
日本橋室町の醤油問屋・廣國屋のお嬢様。
佐竹
演 - 鼓太郎
同心。お才が名乗り出て、伝八を「履き物屋の亭主殺し」で召し捕っている。
質屋の主人
演 - 佐藤誓
裏稼業は系図買い屋。加助が泥棒簪を探して訪れる。
質屋の女主人
演 - 米倉紀之子
お才が盗まれた簪を誰かが売りに来ていないか尋ねて訪れる。
伝八の子分
演 - 本郷弦

##### 第3話
仙場和氏（せんば かずうじ）
演 - 玉置玲央
新九郎が郷里で因縁のあった男。
おみち
演 - 川島鈴遥
新九郎と逢引きしていた。何者かに殺され、新九郎に嫌疑がかかる。
榊
演 - おかやまはじめ
同心。
佐吉
演 - 山中聡
岡っ引き。

##### 第4話
相屋吉右衛門（あいや きちえもん） / 三寸の又五郎（さんずんのまたごろう）
演 - 神保悟志
商人。正体は極悪の詐欺師。
彦次（ひこじ）
演 - 辻本祐樹
三寸の又五郎に騙される商人。
お雪（おゆき）
演 - 今泉舞
彦次の妻。
弥助（やすけ）
演 - 今井隆文

##### 第5話
犀香（さいか）
演 - 牧島輝 （少年期：南出凌嘉）
本名は三浦斎之介。直矩の小姓だったが、家老たちに暇をだされ、自ら陰間茶屋に行った。
病気でもう長くなく、お互いに思い合っている直矩に人目会いたいと願っている。
陰間茶屋では、働かされていた文吉（小瓢）を逃がす手助けもしている。
お濠の方（おごうのかた）
演 - 臼田あさ美 （少女期：園田あいか）
苅田家の御台所。噂が一人歩きしていたが、実際には優しく面倒見もよい人柄。
犀香を直矩に会わせてくれ、間を取り持ったお縫たちにも礼を述べている。
直矩とは姉妹のような関係だが仲は良く、それも夫婦の一つの形だと考えている。
苅田直矩（かりた なおのり）
演 - 花戸祐介
苅田家の当主。体は男性だが心は女性であることをお濠には打ち明けている。
苅田直次（かりた なおつぐ）
演 - 佐野岳
直矩の弟。跡目争いをしており、公儀への工作のため国元から大量の小判を運び込ませている。
藤江（ふじえ）
演 - 宮地雅子
苅田家の中﨟󠄀（女官）。
加助の吹く笛に気付き、屋敷の門前までやって来た犀香（斎之介）たちを屋敷に招き入れる。
鶴松（つるまつ）〈9〉
演 - 周郷一颯
苅田直矩の嫡男。
役名不詳
演 - 大塚航二朗、萩原護、遠藤誠、森野憲一、南武杏輔

##### 第6話
沢渡重（さわたり しげ）
演 - 佐藤江梨子
金貸し。雁金貸しのお重と呼ばれている。証文のトリックを使い金を騙し取る。
お佳代（おかよ）
演 - 桜庭ななみ（少女期：新井美羽）
お縫の姉。次吉との婚礼の後、実家には寄りついていない。お重に金を騙し取られる。
次吉（じきち）
演 - 加治将樹
お佳代の夫。お縫の義兄。

##### 第7話
お多津（おたつ）
演 - 小林涼子（最終話）
加助の妻。火事で亡くなったと思われていたが、代之吉との繋がりで、今は野州屋に奉公している事が判明する。
夜叉坊主の代之吉（やしゃぼうずのよのきち）
演 - 勝村政信（最終話）
坊主の姿をした残虐非道な悪党。 覚雲（かくうん）という名で祐念寺の住職をしている。
昔は七天の頭の子分で、御法度の博打に手を出し、諫めた兄貴分の喜八朗の足を折っている。
野州屋喜八朗（やしゅうや きはちろう）
演 -  陣内孝則（最終話）
昔は七天の頭の子分。代之吉に足を折られた後、頭から手切れ金をもらい一家を辞めている。
野州屋はその手切れ金を元手に30数年懸命に働き、築き上げたもの。
おたま〈3〉
演 -  吉川さくら（最終話）
加助とお多津の娘。
七天の甚兵衛（しちてんのじんべえ）
演 -  長江英和（最終話）
七天一家の頭。子分の代之吉の裏切りのため、火盗改の御用となった。

### スタッフ
- 原作 - 西條奈加『善人長屋』シリーズ（新潮社）
- 脚本 - 森下直
- 演出 - 一色隆司、岡田健、相澤一樹
- 音楽 - 住友紀人
- 制作統括 - 樋渡典英（NHKエンタープライズ）、落合将（NHK）

### 放送日程
| 話数   | 放送日        | 放送日         | サブタイトル     | 演出     |
| 話数   | BSP・BS4K     | NHK総合        | サブタイトル     | 演出     |
| ------ | ------------- | -------------- | ---------------- | -------- |
| 第1話  | 2022年7月08日 | 2023年12月24日 | 錠前破りの大悪党 | 一色隆司 |
| 第2話  | 7月15日       | 2024年01月07日 | 泥棒簪           | 一色隆司 |
| 第3話  | 7月22日       | 1月14日        | 抜けずの刀       | 岡田健   |
| 第4話  | 7月29日       | 1月21日        | 嘘つき紅         | 岡田健   |
| 第5話  | 8月05日       | 1月28日        | 犀の子守歌       | 相澤一樹 |
| 第6話  | 8月12日       | 2月04日        | 雁金貸し         | 岡田健   |
| 第7話  | 8月19日       | 2月11日        | 夜叉坊主         | 一色隆司 |
| 最終話 | 8月26日       | 2月18日        | 野州屋の蔵       | 一色隆司 |

| NHK BSプレミアム BS時代劇            | NHK BSプレミアム BS時代劇            | NHK BSプレミアム BS時代劇                               |
| 前番組                               | 番組名                               | 次番組                                                  |
| ------------------------------------ | ------------------------------------ | ------------------------------------------------------- |
| 大岡越前6 （2022年5月13日 - 7月1日） | 善人長屋 （2022年7月8日 - 8月26日 ） | 選・赤ひげ3 （※アンコール放送 2022年9月9日 - 10月21日） |